# Neurocrassus rarus
Neurocrassus rarus är en stekelart som först beskrevs av Sergey A. Belokobylskij 1982.  Neurocrassus rarus ingår i släktet Neurocrassus och familjen bracksteklar. Utöver nominatformen finns också underarten N. r. indomalayicus.